# Бруно Годо
Бруно Годо (фр. Bruno Godeau, нар. 10 травня 1992, Брюссель) — бельгійський футболіст, захисник клубу «Сент-Трюйден».

## Клубна кар'єра
Народився 10 травня 1992 року в місті Брюссель. Розпочав грати у футбол у віці шести років в «Жеті», невеликому клубі з передмістя Брюсселя. У 2000 році він перейшов до академії столичного «Андерлехта». Там він пройшов усі юнацькі команди, за винятком двох років, які він провів в Угорщині у академії МТК (Будапешт). У 2012 році Годо розпочав тренування з першою командою «Андерлехта», але так за неї і не дебютував.
31 серпня 2012 року він був відданий в оренду на сезон у «Зюлте-Варегем». Дебютував у вищому дивізіоні в матчі проти «Локерена» 20 жовтня 2012 року. Спочатку у Годо було мало можливостей зіграти, але поступово став виходити навіть в основі у в квітні 2013 року клуб викупив контракт гравця. Годо завершив свій перший сезон разом із «Зюльте Варегем» як віце-чемпіоном і таким чином потрапив з командою до кваліфікації Ліги чемпіонів УЄФА. Загалом у дебютному сезоні Бруно провів 20 матчів і забив 1 гол, а у наступному дебютував у Лізі чемпіонів у третьому відбірковому раунді кваліфікації проти ПСВ з Ейндговена, програвши 0:3. Втім цього року він рідше виходив на поле і зіграв лише у 14 іграх чемпіонату.
В результаті 16 липня 2014 року Годо був відданий в оренду у «Вестерло», де протягом сезону 2014/15 зіграв у 22 іграх. По завершенні сезону повернувся у «Зюлте-Варегем», де знову не зміг закріпитись, провівши за пів року лише 8 ігор і 1 лютого 2016 року перейшов в «Остенде», з яким підписав угоду на 2,5 роки.
Своєю грою за останню команду привернув увагу представників тренерського штабу клубу «Рояль Ексель Мускрон», до складу якого приєднався в липні 2017 року. Відіграв за мускронську команду наступні два з половиною сезони своєї ігрової кар'єри. Більшість часу, проведеного у складі «Рояль Ексель Мускрон», був основним гравцем захисту команди.
У січні 2020 року Годо перейшов у бельгійський «Гент», підписавши контракт до 30 червня 2023 року. Дебютував за нову команду 23 лютого, вийшовши на заміну в матчі проти «Сент-Трюйдена» (4:1). Цей матч так і залишився єдиним за клуб у тому сезоні.

## Виступи за збірні
2010 року зіграв один матч у складі юнацької збірної Бельгії (U-18).
Протягом 2012—2014 років залучався до складу молодіжної збірної Бельгії. На молодіжному рівні зіграв у 7 офіційних матчах.

## Титули і досягнення
- Володар Кубка Бельгії (1):

«Гент»: 2021–22

## Статистика виступів

### Статистика клубних виступів
| Сезон                     | Команда                   | Чемпіонат                 | Чемпіонат | Чемпіонат | Національний кубок | Національний кубок | Національний кубок | Континентальні кубки | Континентальні кубки | Континентальні кубки | Інші змагання | Інші змагання | Інші змагання | Усього | Усього | Усього |
| Сезон                     | Команда                   | Ліга                      | Ігор      | Голів     | Ліга               | Ігор               | Голів              | Ліга                 | Ігор                 | Голів                | Ліга          | Ігор          | Голів         | Ігор   | Голів  |        |
| ------------------------- | ------------------------- | ------------------------- | --------- | --------- | ------------------ | ------------------ | ------------------ | -------------------- | -------------------- | -------------------- | ------------- | ------------- | ------------- | ------ | ------ | ------ |
| 2012–13                   | «Зюлте-Варегем»           | ПЛ                        | 20        | 1         | КБ                 | 1                  | 0                  |                      | -                    | -                    |               | -             | -             | 21     | 1      |        |
| 2013–14                   | «Зюлте-Варегем»           | ПЛ                        | 14        | 0         | КБ                 | 1                  | 0                  | ЛЧ+ЛЄ                | 1+1                  | 0                    |               | -             | -             | 17     | 0      |        |
| 2014–15                   | «Вестерло»                | ПЛ                        | 22        | 0         | КБ                 | 1                  | 0                  |                      | -                    | -                    |               | -             | -             | 23     | 0      |        |
| 2015-січ. 2016            | «Зюлте-Варегем»           | ПЛ                        | 8         | 0         | КБ                 | 1                  | 0                  |                      | -                    | -                    |               | -             | -             | 9      | 0      |        |
| Усього за «Зюлте-Варегем» | Усього за «Зюлте-Варегем» | Усього за «Зюлте-Варегем» | 42        | 1         |                    | 3                  | 0                  |                      | 2                    | 0                    |               | -             | -             | 47     | 1      |        |
| січ.-черв. 2016           | «Остенде»                 | ПЛ                        | 13        | 1         | КБ                 | 0                  | 0                  |                      | -                    | -                    |               | -             | -             | 23     | 1      |        |
| 2016–17                   | «Остенде»                 | ПЛ                        | 20        | 1         | КБ                 | 5                  | 0                  |                      | -                    | -                    |               | -             | -             | 25     | 1      |        |
| Усього за «Остенде»       | Усього за «Остенде»       | Усього за «Остенде»       | 33        | 2         |                    | 5                  | 0                  |                      | -                    | -                    |               | -             | -             | 38     | 2      |        |
| Усього за кар'єру         | Усього за кар'єру         | Усього за кар'єру         | 97        | 3         |                    | 9                  | 0                  |                      | 2                    | 0                    |               | -             | -             | 108    | 3      |        |